# Lillian Palmer
Lillian Palmer, född 23 juni 1913 i Vancouver i British Columbia, Kanada, död mars 2001 i Vancouver, var en kanadensisk friidrottare.
Palmer blev olympisk silvermedaljör på 4 x 100 meter vid olympiska sommarspelen 1932 i Los Angeles.